# Jacques Terlinden
Pour les autres membres de la famille, voir Famille Terlinden.
 (juillet 2023).
La mise en forme du texte ne suit pas les recommandations de Wikipédia : il faut le « wikifier ».
Les points d'amélioration suivants sont les cas les plus fréquents :
- Les titres sont pré-formatés par le logiciel. Ils ne sont ni en capitales, ni en gras.
- Le texte ne doit pas être écrit en capitales (les noms de famille non plus), ni en gras, ni en italique, ni en « petit »…
- Le gras n'est utilisé que pour surligner le titre de l'article dans l'introduction, une seule fois.
- L'italique est rarement utilisé : mots en langue étrangère, titres d'œuvres, noms de bateaux, etc.
- Les citations ne sont pas en italique mais en corps de texte normal. Elles sont entourées par des guillemets français : « et ».
- Les listes à puces sont à éviter, des paragraphes rédigés étant largement préférés. Les tableaux sont à réserver à la présentation de données structurées (résultats, etc.).
- Les appels de note de bas de page (petits chiffres en exposant, introduits par l'outil «  Source ») sont à placer entre la fin de phrase et le point final[comme ça].
- Les liens internes (vers d'autres articles de Wikipédia) sont à choisir avec parcimonie. Créez des liens vers des articles approfondissant le sujet. Les termes génériques sans rapport avec le sujet sont à éviter, ainsi que les répétitions de liens vers un même terme.
- Les liens externes sont à placer uniquement dans une section « Liens externes », à la fin de l'article. Ces liens sont à choisir avec parcimonie suivant les règles définies. Si un lien sert de source à l'article, son insertion dans le texte est à faire par les notes de bas de page.
- La présentation des références doit suivre les conventions bibliographiques. Il est recommandé d'utiliser les modèles {{Ouvrage}}, {{Chapitre}}, {{Article}}, {{Lien web}} et/ou {{Bibliographie}}. Le mode d'édition visuel peut mettre en forme automatiquement les références.
- Insérer une infobox (cadre d'informations à droite) n'est pas obligatoire pour parachever la mise en page.

Pour une aide détaillée, merci de consulter Aide:Wikification.
Si vous pensez que ces points ont été résolus, vous pouvez retirer ce bandeau et améliorer la mise en forme d'un autre article.
Jacques Terlinden, né à Schaerbeek le 6 septembre 1885 et mort à Zemst le 24 juillet 1978, est un militaire belge.

## Famille
Le baron Jacques Joseph Achille Marie Terlinden est le troisième des quatre fils du procureur-général, vicomte Georges Terlinden et de Thérèse Eenens.
Il épouse à Saint-Josse-ten-Noode, en mai 1924, Germaine Ectors (1894-1970), fille de Jacques Ectors et de Clotilde Van Hoorde et petit-fille du sénateur Felix Ectors. Ils ont quatre enfants:
- Thérèse (1925-1929)
- Françoise (1926-1991), x Daniel de Duve (1924-2023), qui eurent sept enfants.
- Baron Maximilien (1927-2016) x Geneviève van der Rest (1935-2002), fille de Maurice Van der Rest. Maximilien suivit son père dans l'armée, jusqu'au grade de colonel BEM. Parmi leurs sept enfants, il y eut: 
  - Thérèse Terlinden (1957- ) x Marc Wauters. Elle fut cofondatrice de Les Petits Belges, association groupant des jeunes Belges d'origine étrangère[1]
  - Baron Jacques Terlinden (1958- ) x Anne Jonckheere (1959- )
  - Etienne Terlinden (1965- ), oblat cistercien
  - Didier Terlinden (1965-), ingénieur bio dans la ferme Nos Pilifs, atelier de protection
  - Luc Terlinden (1968- ), archevêque de Malines-Bruxelles
- Michel (1929-2002), x Gwennolée le Gentil de Rosmorduc (1933- ), qui eurent quatre enfants. Il fut colonel aviateur, professeur à l’École de Guerre, président-fondateur des Amis du Musée de l'Air[2] et président de la Société royale de Philanthropie[3].

## Biographie
Jacques Terlinden a été enrôlé comme milicien au 7e de ligne, le 10 août 1905. Le mois d'après, il intègre l’École militaire. En 1908, il est admis au grade de sous-lieutenant et prête serment en tant que militaire de carrière au 2e régiment de Guides. En 1912, il est promu au grade de lieutenant.
Lors de la Première Guerre mondiale, il participe aux combats et obtint huit chevrons de front. Il passe de l'infanterie à l'artillerie et est nommé capitaine (1917) puis capitaine-commandant (1918).
En avril 1924, le capitaine-commandant Terlinden est désigné par le roi Albert Ier pour être attaché à la personne du roi Ferdinand Ier de Roumanie lors de son séjour en Belgique.
Promu major en octobre 1924 et lieutenant-colonel en 1932, il parvient au grade de colonel en 1937. C'est dans ce grade qu'il est mis à la tête du 2e régiment d'artillerie au cours de la campagne des 18 jours (10-28 mai 1940). Il doit défendre la région de Zemst et établit son quartier général au château familial de Schiplaken. Après peu de jours, il est forcé de se retirer avec son régiment. Après avoir participé aux derniers combats autour de la Lys, il dépose les armes le 28 mai. Prisonnier de guerre, il se retrouve avec 600 autres officiers belges derrière les barreaux de l'Oflag IX A/Z (de) près de Rotenburg an der Fulda dans la Hesse. En juillet 1942, les prisonniers sont transférés au camp Fischbek près de Hambourg, où ils seront libérés en avril 1945. Le 8 juin 1945, Terlinden retrouve ses foyers.
En reconnaissance de son attitude courageuse pendant les hostilités, il est promu au grade de général-major le 15 mars 1947 avec effet rétroactif au 26 juin 1941. Le 11 juin 1947 il est à nouveau promu, cette fois au grade de lieutenant général. Cela ne signifiait pas qu'il ait repris le service actif, ayant été versé au cadre de réserve à partir du 1er janvier 1947.
Il demeure lié au domaine familial de Schiplaeken. Le grand château fut vendu et la famille se retire dans le domaine « Lindenhof », tout en gardant en propriété une bonne partie de la partie boisée du domaine. En 1953, Jacques et son épouse font construire une modeste chapelle dédiée à la Vierge Marie sur le sentier conduisant à leur demeure.
Jacques Terlinden jouit encore de sa pension pendant trente ans et réside alternativement à Schaerbeek et à Schiplaken. Mort à l'âge de 93 ans, il est enseveli, comme d'autres membres de la famille, près de l'église de Schiplaken.

## Citation à l'ordre du jour de l'armée
Les citations à l'ordre du jour de l'armée sont des manières de reconnaissance très appréciées au sein de l'armée. Cet honneur échut à plusieurs reprises à Jacques Terlinden.

### Citation du 26 août 1915
« Pour s'être offert spontanément pour exécuter les reconnaissances poussées, vers 'Drie Grachten' en juillet 1915. »

### Citation du 6 avril 1918
« S'est distingué brillamment tant en campagne que par la suite dans le commandement de sa batterie et comme commandant intérimaire de groupe, par une compétence remarquable de l'arme dont il s'est assimilé rapidement les connaissances techniques et tactiques, et à se rendre par sa haute conception du devoir, son esprit de méthode, sa bravoure, sa décision, et son dévouement, d'éminents services, en toutes occasions, à l'artillerie. »

### Citation du 29 octobre 1918
Citation à l'ordre du jour de l'armée française: « Commandant de batterie de l'artillerie belge mise à la disposition de la 164e Division Française du 18 au 22 octobre 1918, a déployé la plus grande activité et un dévouement de tous les instants pour appuyer l'infanterie dans sa progression jusqu'à la Lys. » La citation était accompagnée de l'octroi de la Croix de guerre française avec étoile de bronze.

### Citation du 28 mai 1940
Le jour de la reddition sans conditions, le lieutenant-général Auguste Colpin (1877-1960), commandant de la Deuxième Division d'Infanterie écrivit : « Au cours de toute la campagne, le colonel Terlinden, commandant le 2e régiment d'artillerie et l'artillerie divisionnaire, a fait preuve d'un courage à toute épreuve, d'une abnégation absolue et de qualités manœuvrières exceptionnelles en ramenant son régiment par la route, depuis Liège jusqu'en Flandre orientale, par des marches de nuit successives et souvent sous des bombardements aériens, en subissant des pertes anodines grâce aux dispositions prises. A toujours, après chaque déplacement, mis ses batteries en positions judicieuses et en temps voulu, de telle manière que toutes ses unités ont pu participer au combat sans jamais que l'une d'elles ait été repérée et bombardée par l'aéronautique de l'adversaire. »

## Source
- Musée de l'Armée, Archives militaires, Legermuseum, Militair Archief, Fiche matriculaire Jacques Terlinden.

## Hommages et distinctions
En février 1925, Jacques Terlinden reçoit du roi Albert Ier le titre de baron, transmissible par primogéniture masculine.
Il est le récipiendaire de nombreuses distinctions :
- Grand officier de l'ordre de Léopold (Belgique) ;
- Grand officier de l'ordre de la Couronne (Belgique) ;
- Officier de l'ordre de Léopold II avec glaives (Belgique) ;
- Croix de guerre 1914-1918 (Belgique) ;
- Grand-croix de l'Ordre de Pie IX (Vatican) ;
- Commandeur de l'Ordre de la Couronne (Roumanie) ;
- Croix de guerre 1914-1918 (France).

## Littérature
- « Généalogie Terlinden », dans Annuaire de la noblesse de Belgique, Brussel, 1862.
- « Notice sur la famille Terlinden » [PDF], sur Famille Terlinden, 1908 (consulté le 6 septembre 2023)
- Oscar Coomans de Brachène, « Généalogie Terlinden », dans Annuaire de la noblesse belge, Bruxelles, 1968, 1982, 1999.
- Marie-Pierre d'Udekem d'Acoz, Pour le Roi et la Patrie. La noblesse belge dans la Résistance, 2002.
- Humbert de Marmix de Sainte Aldegonde, État présent de la noblesse belge, Bruxelles, 2013.

## Note
1. ↑  « Les Petits Belges » (consulté le 6 septembre 2023)
2. ↑  « Brussels Air Museum » (consulté le 6 septembre 2023)
3. ↑  « Société Royale de Philanthropie » (consulté le 6 septembre 2023)
4. ↑  « Les souverains roumains en Belgique », L'Indépendance Belge,‎ 28 avril 1924, p. 1 (lire en ligne )
5. ↑   Musée de l'Armée, Ministère de la Défense, Distinctions honorifiques, titres de guerre, Jacques Terlinden.